# Grandes Éxitos
Grandes Éxitos är ett samlingsalbum av Shakira. Det släpptes 2002 och innehåller hennes mest framgångsrika spanska låtar.

## Låtlista
1. Estoy Aqui
2. Antologia
3. Un Poco De Amor
4. Donde Estás Corazón
5. Que Me Quedes Tú
6. Ciega, Sordomuda
7. Si Te Vas
8. No Creo (MTV Unplugged)
9. Inevitable
10. Ojos Asi
11. Suerte (Whenever, Wherever)
12. Te Aviso, Te Anuncio (Tango)
13. Tú (MTV Unplugged)
14. Dónte Están Los Ladrones (MTV Unplugged)
15. Moscas En La Casa